# هالرندورف
هالرندورف (به آلمانی: Hallerndorf) یک شهر در آلمان است که در فورشایم واقع شده‌است. هالرندورف ۳٬۹۳۷ نفر جمعیت دارد.